# Ceratonereis tripartita
Ceratonereis tripartita är en ringmaskart som beskrevs av Horst 1918. Ceratonereis tripartita ingår i släktet Ceratonereis och familjen Nereididae. Inga underarter finns listade i Catalogue of Life.